# Kadrenci
Kadrenci so naselje v Občini Cerkvenjak.